# L'Auberge en folie
Pour plus de détails, voir Fiche technique et Distribution.
L'Auberge en folie  est un film français réalisé par Pierre Chevalier, sorti en 1957.

## Fiche technique
- Titre : L'Auberge en folie
- Autre titre : L'Auberge fleurie
- Réalisation : Pierre Chevalier
- Assistant Réalisateur : Pierre Billon
- Scénario : Solange Térac, d'après la nouvelle de Jacques Viot
- Dialogues : Solange Térac
- Photographie : Pierre Dolley
- Montage : Jeannette Berton
- Musique : Henri Betti, Paul Bonneau et Rolf Marbot
- Son : Séverin Frankiel
- Production : Les Films Dispa - Carmina Films
- Pays de production :  France
- Genre : Comédie
- Durée : 94 minutes
- Date de sortie : 
  - France : 12 juin 1957

## Distribution
- Rudy Hirigoyen : Rudy Etcheverry
- Geneviève Kervine : Josée
- Noël Roquevert : M. Portafaux
- Jeannette Batti : Gloria Royal
- Denise Grey : 	La grand-mère
- Jacques Dynam : Gustave
- Jane Marken : Mme. Portafaux
- Anne-Marie Coffinet
- Alfred Pasquali
- Nicole Besnard

## Chansons du film
Chansons interprétées par Rudy Hirigoyen :
- Va !
  - Musique : Henri Betti
  - Paroles : André Salvet et Pierre Guitton

- L'Auberge Fleurie
  - Musique : Henri Betti et Rolf Marbot
  - Paroles : André Salvet et Francis Lopez

- Bonjour Bonheur
  - Musique : Rolf Marbot
  - Paroles : André Salvet et Yves Krier

- Partout
  - Musique : Paul Bonneau et Rolf Marbot
  - Paroles : André Salvet